# Pangnirtung
Pangnirtung (Inuktikut: Pang, Pangniqtuuq; ᐸᖕᓂᖅᑑᖅ) è un insediamento Inuit, nella Regione di Qikiqtaaluk, all'interno del territorio canadese del Nunavut. L'abitato è situato nell'Isola di Baffin. Secondo il censimento del 2016 la popolazione era di 1 481 abitanti, in crescita del 10,5% dal 2006.
Pangnirtung è situato in una piccola pianura allo sbocco del Pangnirtung Fjord, un fiordo che al termine si incontra con il Cumberland Sound. L'area della città è di 7,54 km². Attualmente il sindaco è Ezekiah Ushutaapik.

## Nome
Vi è una grande confusione sulla questione del nome. Gli abitanti di Pangnirtung affermeno infatti che il vero nome dell'abitato sia Panniqtuuq, che significa "luogo dei caribù maschi". Comunque la popolazione nel 2005 ha rinunciato al voto per decidere un nuovo nome, preferendo mantenersi al vecchio Pangnirtung, ormai noto nella regione per le sue produzioni artistiche; la comunità è nota proprio per la propria scultura e pittura tradizionali.
Pangnirtung è soprannominata Svizzera dell'Artico.

## Storia
Nel 1921 l'Hudson's Bay Company stabilì una propria postazione a Pangnirtung, seguita due anni dopo da una base della Royal Canadian Mounted Police. Il primo insegnante mandato dal governo regionale giunse nel paese nel 1956, mentre nel 1962 giunse il primo centro amministrativo.

## Attività
La comunità è molto attiva nell'attività di pesca del rombo. Nel 2008 le autorità governative hanno approvato ufficialmente la proposta di costruzione di un porto.